# Tháng 12 năm 2006
Trang này liệt kê những sự kiện quan trọng vào tháng 12 năm 2006.

## Thứ sáu, ngày1 tháng 12
- Đại hội Thể thao châu Á 2006 khai mạc tại Doha Qatar, 45 quốc gia có mặt.

## Thứ bảy, ngày2 tháng 12
- Giác thư Lầu Năm Góc bí mật của Bộ Quốc phòng Hoa Kỳ Donald Rumsfeld nhận rằng chính sách Mỹ tại Iraq "không hữu hiệu hoặc chưa đủ nhanh".
- Vào lúc Kazakhstan bắt đầu chương trình hạt nhân, chính phủ Nhật Bản gửi phái đoàn để chắc chắn là những chất hạt nhân không dễ bị người khủng bố ăn cắp.

## Chủ nhật, ngày3 tháng 12
- Bão Durian (Reming) tiến gần đến Việt Nam sau khi làm ít nhất 804 người chết và mất tích tại Philippines.
- Ít nhất 300 người bị thiệt mạng trong Trận Malakal giữa Quân đội Sudan và Quân đội Giải phóng Nhân dân Sudan tại thị xã Malakal ở miền nam Sudan.
- Cựu Thổng thống Chile Augusto Pinochet vào bệnh viện quân y sau khi bị nhồi máu cơ tim.

## Thứ hai, ngày4 tháng 12
- Hugo Chávez được bầu lại làm Tổng thống Venezuela.

## Thứ ba, ngày5 tháng 12
- Bão số 9 đổ bộ vào miền Nam Việt Nam, làm ít nhất 69 người bị thiệt mạng.
- Quân đội Fiji dưới Phó Đề đốc Frank Bainimarama đảo chính chính phủ Josefa Iloilo.
- Đại hội Thể thao châu Á thứ 15 tiếp tục tại Doha (Qatar), 45 quốc gia có mặt.
- Nhà vô địch cờ vua thế giới Vladimir Kramnik thua phần mềm Fritz-10 với kết quả 2–4.
- NASA tuyên bố kế hoạch xây căn cứ tại bắc cực của Mặt Trăng bắt đầu từ năm 2020.

## Thứ sáu, ngày8 tháng 12
- Ethiopia bắt đầu can thiệp vào Nội chiến Somalia.

## Chủ nhật, ngày10 tháng 12
- Augusto Pinochet, cựu độc tài của Chile, qua đời tại Santiago, thọ 91.
- Tổ chức Giải vô địch bóng đá thế giới các câu lạc bộ 2006 tại Nhật

## Thứ hai, ngày11 tháng 12
- Trong bài diễn văn cuối cùng của nhiệm kỳ, Tổng Thư ký LHQ Kofi Annan khuyên Hoa Kỳ để ý đến chính sách đa phương và nhân quyền.
- Các nhà khảo cổ học của Tòa Thánh khám phá mộ của Phao-lô thành Tarsus.
- Tổng thống Mahmoud Ahmadinejad của Iran khai mạc một hội nghị để đặt nghi vấn về Holocaust.

## Thứ ba, ngày12 tháng 12
- Các nhà khí hậu học do NASA thuê cảnh cáo rằng Bắc cực sẽ không còn đông đá vào mùa hè năm 2040.
- Cựu tổng thống Mengistu Haile Mariam của Ethiopia bị buộc tội diệt chủng.

## Thứ tư, ngày13 tháng 12
- Quốc vương thứ 13 của Malaysia, Mizan Zainal Abidin, lên ngôi tại Kuala Lumpur.

## Thứ năm, ngày14 tháng 12
- Nhà vua Bhutan Jigme Singye Wangchuk tuyên bố nhường ngôi cho con trai.
- Những nhà nghiên cứu kết luận rằng cá heo vây trắng của Trung Quốc thực sự tuyệt chủng, lần đầu tiên một loài động vật lớn có vú bị tuyệt chủng trong cận đại.

## Thứ sáu, ngày15 tháng 12
- Đại hội Thể thao châu Á 2006 kết thúc. Đoàn thể thao Trung Quốc dẫn đầu với 165 huy chương vàng.

## Thứ năm, ngày21 tháng 12
- Gần Baidoa (Somalia), với sự giúp đỡ của bộ binh và không quân Ethiopia, quân đội Chính phủ tấn công lực lượng thuộc Liên minh Tòa án Hồi giáo.
- Tòa quân sự Mỹ buộc tội tám lính Thủy quân lục chiến, trong đó có bốn người vì tội giết người trong vụ tàn sát tại Haditha (Iraq) năm ngoái.
- Tại Indonesia, Abu Bakar Bashir thoát khỏi lời buộc tội tham gia vào vụ nổ bom tại Bali năm 2005.
- Saparmurat Niyazov, Tổng thống suốt đời Turkmenistan, đột tử, thọ 66.

## Thứ sáu, ngày22 tháng 12
- Tàu con thoi Discovery của NASA hạ cánh tại Trung tâm Vũ trụ Kennedy sau hai tuần đến Trạm Vũ trụ Quốc tế.

## Thứ bảy, ngày23 tháng 12
- Hội đồng Bảo an Liên Hợp Quốc nhất trí thông qua Nghị quyết 1737 áp đặt các biện pháp trừng phạt đối với Iran do chương trình hạt nhân của quốc gia này.

## Thứ ba, ngày26 tháng 12
- Gerald Ford, cựu Tổng thống Hoa Kỳ, qua đời do suy tim, thọ 93 tuổi.
- Tòa thượng thẩm tại Baghdad xác nhận án tử hình của Saddam Hussein, có nghĩa là ông sẽ bị treo cổ trong vòng 30 ngày, theo luật Iraq.
- Những người đâm thủng ống dẫn dầu ở Lagos (Nigeria), làm ống nổ, từ 200 đến 500 người bị thiệt mạng.
- Lực lượng thuộc Liên minh Tòa án Hồi giáo rút quân khỏi vùng Baidoa (Somalia) sau khi quân đội Chính phủ tấn công, với sự giúp đỡ của bộ binh và không quân Ethiopia.
- Trận động đất 7,2 Mw xảy ra cách bờ biển Đài Loan, và một dư chấn 6,1 Mw xảy ra năm phút sau tại huyện Bình Đông. Loạt động đất này làm hư ít nhất năm dây cáp dưới biển và hệ thống viễn thông ở Á Đông.

## Thứ tư, ngày27 tháng 12
- Hoa Kỳ bắt đầu quá trình xét lại có nên tuyên bố gấu trắng Bắc Cực là loài nguy cấp do sự nóng lên của khí hậu toàn cầu.

## Thứ năm, ngày28 tháng 12
- Liên minh Tòa án Hồi giáo rút quân đến Kismayu khi lực lượng thuộc Ethiopia và chính phủ Somalia bao vây thủ đô Mogadishu.

## Thứ sáu, ngày29 tháng 12
- AT&T mua BellSouth để trở thành một trong những công ty viên thông lớn nhất trên thế giới.
- Vương quốc Anh trả xong nợ từ thời Chiến tranh thế giới thứ hai khi trả 100 triệu đô la cho Hoa Kỳ và Canada.

## Thứ bảy, ngày30 tháng 12
- Saddam Hussein, cựu Tổng thống Iraq, bị tử hình bằng treo cổ vì tội ác chống nhân loại.
- Nepal đổi quốc huy để biểu hiện sự hòa giải sau Nội chiến Nepal.

## Chủ nhật, ngày31 tháng 12
- Số quân Mỹ thiệt mạng trong Chiến tranh Iraq tới 3.000 quân.